# Basilique Sant'Eufemia (Comacina)
Pour les articles homonymes, voir Basilique Sant'Eufemia.
La basilique Sant'Eufemia était un bâtiment catholique situé sur l'île Comacina, sur le lac de Côme, dans la commune de Tremezzina.
Bien qu'étant en ruine, elle est considérée comme l’un des monuments romans les plus représentatifs de la région de Côme et les vestiges  sont encore appelées par la population locale « la cathédrale ».

## Histoire
La basilique, le plus imposant des bâtiments de l'île, a été construite au VIIe siècle par l'évêque de Côme Agrippino sur une structure probablement existante et est devenue un siège épiscopal. La tradition fait référence à la construction de l’église primitive de Saint Abbondio, quatrième évêque de Côme, qui vivait vers 450. Agrippino lui-même a été enterré ici en premier. L'église a été complètement reconstruite dans le style roman au début du XIe siècle.
En 1169, les travailleurs de Côme ont rasé les neuf églises de l'île, ainsi que les autres bâtiments et les murs qui l'entouraient, à la suite de la guerre de dix ans. De toutes, il ne reste aujourd'hui que les ruines, remises au jour après les campagnes archéologiques de 1914 dirigées par Ugo Monneret de Villard et de 1958 de Luigi Mario Belloni.

## Description
Le bâtiment est en ruine, mais sa structure basilicale est toujours bien reconnaissable. Sa longueur totale est supérieure à 40 mètres. Il se composait de trois nefs absides, sans transept marqué par des colonnes octogonales archaïques uniques en Lombardie. Le chancel été relié au chœur par une marche surélevée intermédiaire et sur le devant se trouvait le campanile équipé de demi-colonnes et de lésènes et d'un porche avec narthex devant l'entrée. Sous le chancel, se trouvait une vaste crypte avec une voûte croisée soutenue par huit colonnes. Sur la façade, il y avait un grand portail et deux portes latérales étaient placées du côté nord.
En plus des ruines architecturales, il ne reste qu'un précieux chapiteau de la crypte et des indices de fresques qui devaient enrichir le bâtiment. De nombreux vestiges survivants de la destruction de 1169, notamment l'inscription de la tombe d'Agrippino, ont été réutilisés lors de la construction de l'église archiprétale dédiée à sainte Euphémie à Isola, qui fait aujourd'hui partie de la municipalité d'Ossuccio.